# Arrondissement Moulins
Arrondissement Moulins (fr. Arrondissement de Moulins) je správní územní jednotka ležící v departementu Allier a regionu Auvergne-Rhône-Alpes ve Francii. Člení se dále na 109 obcí.

## Dějepis
Arrondissement existuje od r. 1800. V r. 1926 anektoval část arrondissement Gannat (zelené).

Arrondissement Moulins od 1800 do 1926 (modré)
Arrondissement Moulins od 1926 do 2016 (modré)
Arrondissement Moulins od 2017 (modré)